# Аденома гіпофіза
Аденома гіпофіза — це доброякісна пухлина гіпофізу. Аденома гіпофіза призводить до різноманітних порушень, залежно від її біологічної активності. Аденома гіпофіза діагностується від 10% до 25% випадків серед інших внутрішньочерепних пухлин. Середній рівень захворюваності серед населення становить приблизно 17%. Ця пухлина призводить до погіршення зору, акромегалії тобто росту кісток, спричиняє біль у голові.